# Pseudoproclea australis
Pseudoproclea australis är en ringmaskart som beskrevs av Anne D. Hutchings och Glasby 1990. Pseudoproclea australis ingår i släktet Pseudoproclea och familjen Terebellidae. Inga underarter finns listade i Catalogue of Life.